# Müllensiefen
Müllensiefen ist eine Ortschaft in Engelskirchen im Oberbergischen Kreis im nordrhein-westfälischen Regierungsbezirk Köln in Deutschland.

## Lage und Beschreibung
Der Ort liegt rund sieben Kilometer vom Hauptort Engelskirchen entfernt.

## Geschichte

### Erstnennung
Um 1535 wurde der Ort das erste Mal urkundlich erwähnt und zwar "Mollensypen mit 4 Steuerpflichtigen wird in einer Steuerliste für das Kirchspiel Ründeroth genannt."
Schreibweise der Erstnennung: Mollensypen